# 高知工業高等専門学校
高知工業高等専門学校（こうちこうぎょうこうとうせんもんがっこう、英称:National Institute of Technology, Kochi College）は、高知県南国市にある日本の国立高等専門学校。1963年（昭和38年）に設置された。全国の高専の中で私立として開校し、その後国立に編入されたのは高知工業高等専門学校だけである。略称は高知高専。

## 沿革
- 1962年（昭和37年）04月01日 - 私立高知工業高等専門学校開校、機械工学科・電気工学科・化学工学科設置。
- 1963年（昭和38年）03月31日 - 私立高知工業高等専門学校閉校、学生は国立高知工業高等専門学校へ転入。
- 1963年（昭和38年）04月01日 - 国立高知工業高等専門学校が開校、機械工学科・電気工学科・工業化学科を設置。
- 1966年（昭和41年）04月01日 - 土木工学科設置。
- 1995年（平成07年）04月01日 - 工業化学科を物質工学科へ改組。
- 1996年（平成08年）04月01日 - 土木工学科を建設システム工学科へ改組。
- 2000年（平成12年）04月01日 - 専攻科設置。
- 2004年（平成16年）04月01日 - 独立行政法人へ移行。
- 2008年（平成20年）03月31日 - 売店廃止。
- 2009年（平成21年）04月01日 - 電気工学科を電気情報工学科に、建設システム工学科を環境都市デザイン工学科に名称変更。
- 2016年（平成28年）04月01日 - 従来の4科制を廃止、4科をすべて統合したソーシャルデザイン工学科を設置。3年進学時に5つのコースに分かれる。

## 設置学科

### 本科（準学士課程）
- 機械工学科 (M)
- 電気情報工学科 (E)
- 物質工学科 (C)
- 環境都市デザイン工学科 (Z)

- ソーシャルデザイン工学科 (SD)※平成28年度(2016年度)入学生より
  - エネルギー・環境コース (N)
  - ロボティクスコース (R)
  - 情報セキュリティコース (I)
  - 新素材・生命コース (T)
  - まちづくり・防災コース (V)

### 専攻科（学士課程）
- 機械・電気工学専攻
- 物質工学専攻
- 建設工学専攻
- ソーシャルデザイン工学専攻 ※令和3年度(2021年度)入学生より

## 学生生活
平成27年度（2015年度）より全寮制を廃止。希望者は1年生は原則、2年生からは選考により入寮できる。本科3年以上はバイク通学（原付及び小型のみ）ができる。本科3年の夏休み以降は自動車運転免許を取得可（ただし、本科学生の通学は認められていない）。また、普通自動二輪車（中型）免許は5年次以降で取得可能である。全寮制の廃止と同時に高知大学朝倉キャンパス発のスクールバスの運行が開始された。
1-3年生は高等学校の生徒と同じ扱いであるが、学生手帳は存在せず、携行品は1枚物の学生証のみ、規定などが詳しく記されている「学生便覧」については携行を前提としない冊子としている。

## 制服
本科1-3年の学生は男子学生の場合、冬は学ラン、他は合服。学ランの襟の部分には校章と科章 (M, E, C, Z) がある。女子学生の場合はブレザーでネクタイかリボンを着ける。ネクタイ、リボンは特に指定はない。本科4、5年及び専攻科学生は制服についての規定はない。
平成28年度（2016年度）からのソーシャルデザイン工学科生は男女共にブレザーに変更され、学内のすべての学生がSD科生になるまでは学ランとブレザーが共存することになった。平成30年度（2018年度）より、本科3年までソーシャルデザイン工学科生となったため、留年した学生を除き全ての本科生の制服がブレザーとなった。

## イベント
高専祭（文化祭）と体育祭が隔年で行われていたが、平成19年度（2007年度）は高専祭と体育祭が1つの行事として3日間連続（1日目は体育祭、2・3日目は高専祭）で行われた。現在は体育祭は廃止されており、クラスマッチという形で高専祭より少し前に二日間行われ、高専祭が毎年開催されるようになっている。また、高専祭は星瞬祭（せいしゅんさい）に名を変えている。
高知市の中心部から遠い（距離にして約20km、はりまや橋バス停からは空港連絡バスで35分、運賃は700円）ため、高専祭や体育祭の開催日には高知駅前からはりまや橋経由で無料送迎バスが運行される。
また、毎年四国5高専6キャンパス（高知、阿南、香川（高松、詫間）、新居浜、弓削商船）で総合文化祭が行われる。
そのほか、クラスマッチや、寮でのイベントが存在する。
2学期制を採用しているため、定期テストは前期中間・前期末・後期中間・学年末の年4回実施される。ただし、専攻科は年2回。

## その他
元高知学園系列である。
学校中に無線LANが張り巡らされている。
- クラブハウスを除くすべての施設に冷暖房完備。
- 全学科ともにJABEE認定を受けている。

## 交通アクセス

### バス
- とさでん交通: 高知駅から空港連絡バスで高専前下車。高専前発の高知駅行バスは2022年9月30日に廃止。
- 高知駅前観光空港連絡バス:高知駅 - はりまや橋 - 高知龍馬空港 高知龍馬空港を下車し、徒歩5分

### 鉄道
- 土佐くろしお鉄道ごめんなはり線: 立田駅下車徒歩30分。

### 飛行機
- 高知龍馬空港から徒歩10分。寮までは5分。

## 関連施設
- A, B棟（旧・ソーシャルデザイン工学科棟） - 本科1-3年生の全クラスの教室がある。また1Fには保健室、学生課がある。
- C棟（旧・物質工学科棟） - 旧・物質工学科の棟。本科4年の教室がある。
- D棟（旧・生物科棟）（物質工学科の所有・管理） - 本科5年生の教室がある。
- E棟（旧・電気情報工学科棟） - 本科電気情報工学科4、5年の教室がある。
- F棟（旧・機械工学科棟） - 機械工学科の棟。本科4、5年の教室がある。
- G棟（旧・環境都市デザイン工学科棟） - 環境都市デザイン工学科の棟。本科4、5年の教室がある。
- S棟（旧・専攻科棟）
- 切正寮（せっせいりょう） - 後述。
- 図書館（1F: 視聴覚室・フリースペース、2F: 図書館）
- 管理棟
- 黒潮会館
- 機械工場
- 風洞実験室（機械工学科の管理）
- 建依会館（食堂、売店、その他）
- 第1・2体育館
- 第1・2武道館
- 弓道場
- 25m×7レーンのプール
- 運動場 - 400mトラックを有し、その周りには野球部とソフトボール部の練習スペースがそれぞれある。またゴルフの練習場もある。
- コンクリートブロック製のクラブハウスおよび倉庫
- プレハブ小屋の軽音楽部の部室

## 切正寮
高知高専の学生のために設置された学寮で、読み方は「せっせいりょう」。寮は学校敷地内には無く、道路を挟んだところにあり、運動場の向かいに位置するため、校舎からは若干離れている。建物は1-6号館および教養棟（集会などに使われる）、風呂場、食堂、ゴミ捨て場によって構成されており、すべての施設をひとまとめにして切正寮と呼ばれている。近年まで建築当初のままだったので破損箇所などが目立ったが、耐震工事に伴う改築で4号館を筆頭に順次リフォームされている。またその際にエアコンの取り付け工事も行われている。ただし、夜間はエアコンの電源が切られ、平日は2時、休日は朝の9時まで使用できない省エネな仕様となっている。
寮は改築、増築、補強、補修工事を繰り返しており、唯一無二の存在となっている。
建物内にはそれぞれ、キッチンや冷蔵庫、テレビなどが設置されている補食室がある。だが、男子寮特有のLPという制度で、連帯責任を取られ、男子寮では捕食室が使用できないことが多い。また、コアタイムという携帯電話を廊下に出して行わないといけない強制勉強時間が男子学生1年生には2時間ある。LPを取られるとその時間が2時間30分になる。飲料、アイスの自販機が設置されている。
男子寮と女子寮がそれぞれが特色を持っている。男子寮にはスマホを部屋から出して行うコアタイムや、LP「連帯責任制度」による捕食室使用禁止やコアタイム30分延長、指導生による就寝チェックがある。女子寮にはシャワールーム、月1回のレクリエーション、ドアの窓のカーテンや自販機、寮母室、談話室、食器棚などがあり、プライバシーに配慮のある仕様になっている。
学校同様、周辺に買出しのできる施設がなく、また2005年（平成17年）頃に寮内の売店が廃止されたため、寮生は南国市内のサニーアクシス南国店やよどや、香南市内のフジグラン野市店、よどや野市店、マクドナルド野市R55号店、モスバーガー野市店、その他多数の店舗まで行くことになる。どの店舗も、距離にしておよそ3km以上はなれている。
寮内はwifi完備である。しかし、午後11時30分から午前6時までは停止される。

## 著名な出身者
- 梶原大介（土木工学科）-自由民主党参議院議員
- 立仙愛理（電気情報工学科）[1] - 元はちきんガールズ、元AKB48チーム8 高知県代表、Pimm's（無期限活動休止中）

## 周辺施設
- 高知大学農学部
- 高知龍馬空港